# Corynophyllus debilis
Corynophyllus debilis är en skalbaggsart som beskrevs av Leon Fairmaire 1877. Corynophyllus debilis ingår i släktet Corynophyllus och familjen Dynastidae. Inga underarter finns listade i Catalogue of Life.